# Andrea Grewe
Andrea Grewe (* 9. Februar 1957 in Hannover) ist eine deutsche Romanistin.

## Leben
Nach dem Studium der Romanistik, Germanistik und Niederlandistik in Tübingen, Paris, Münster und Florenz legte sie das erste Staatsexamen 1984/1985 an der Universität Münster in den Fächern Romanistik, Germanistik und Niederlandistik ab. Nach der Promotion 1987 an der Westfälischen Wilhelms-Universität war sie dort wissenschaftliche Mitarbeiterin und Assistentin am Romanischen Seminar der Westfälischen Wilhelms-Universität (1988–1996). Nach der Habilitation in Romanischer Philologie 1996 an der Westfälischen Wilhelms-Universität war sie dort Oberassistentin am Romanischen Seminar (1996–1999). Seit 1999 ist sie Professorin für Romanistik/Literaturwissenschaft unter besonderer Berücksichtigung des Italienischen an der Universität Osnabrück.
Ihre Forschungsschwerpunkte sind Literaturwissenschaftliche Genderforschung zur Frühen Neuzeit in Frankreich und Italien (Autorinnen; Geschlechterrollen; weibliches Mäzenatentum; weibliche Memorialistik), französisches und italienisches Theater (Renaissance, Klassik, 20./21. Jahrhundert), Kulturtransferprozesse (Reisen und Kulturtransfer; Übersetzung und Kulturtransfer), literarische Essensdiskurse in Früher Neuzeit und Moderne und Studien zum italienischen und französischen Film.

## Schriften (Auswahl)
- Monde renversé – théâtre renversé. Lesage und das Théâtre de la Foire. Avec un résumé en français. Bonn 1989, ISBN 3-924888-40-X.
- Die französische Klassik. Literatur, Gesellschaft und Kultur des 17. Jahrhunderts. Stuttgart 1998, ISBN 3-12-939576-8.
- Melancholie der Moderne. Studien zur Poetik Alberto Savinios. Frankfurt am Main 2001, ISBN 3-465-03156-3.
- Einführung in die italienische Literaturwissenschaft. Stuttgart 2009, ISBN 978-3-476-02081-9.